# Erbarmen (Buch)
Erbarmen (im dänischen Original: Kvinden i buret, wörtlich: Die Frau im Käfig) ist ein Thriller des dänischen Schriftstellers Jussi Adler-Olsen. Die dänische Originalausgabe erschien 2008 als erster Teil der Carl-Mørck-Reihe und war Adler-Olsens Durchbruch.

## Hintergrund
Der Roman ist in einer nicht linearen Erzählform verfasst. Jene Kapitel, die vom Entführungsopfer Merete Lynggaard handeln, beginnen im Jahr 2002. Zwischen diesen Kapiteln liegen oftmals größere zeitliche Abstände, die behandelt werden, so dass dieser Handlungsstrang schließlich im Jahr 2007 mit der geschilderten Handlung der Ermittler zusammenläuft.
Jussi Adler-Olsen widmete den Roman seiner Frau Hanne Adler-Olsen. Der zentrale Charakter, der Vizekriminalkommissar Carl Mørck, teilt sich mit dem Autor, Carl Valdemar Jussi Henry Adler-Olsen, den ersten Vornamen.

## Handlung
Vizekriminalkommissar Carl Mørck von der Kopenhagener Mordkommission hat erst kürzlich bei einer Schießerei einen seiner Kollegen, Anker, verloren. Ein weiterer, Mørcks guter Freund Hardy Henningsen, liegt seitdem vom Kopf an abwärts gelähmt im Krankenhaus. Obwohl Mørck sich von seinen bei der Schießerei davongetragenen Schussverletzungen inzwischen bereits erholt hat, fällt ihm die Pflege sozialer Kontakte weiterhin schwer. Seine Frau Vigga hat sich von ihm getrennt, zu seinem Ziehsohn Jesper, der bei Mørck wohnt, findet er keinen Zugang. Auch Mørcks Mieter Morten bringt keine Lichtblicke in sein Leben. Da Mørck aus seinem privaten Umfeld kaum noch Kraft schöpfen kann, fällt es ihm zusehends schwerer, mit seinen Polizeikollegen zusammenzuarbeiten. Daher kommt es Mørcks Vorgesetztem, Marcus Jacobsen, Chef der Mordkommission, gerade recht, dass nach Vorschlag der Centrumspartei ein Budget in Höhe von fünf Millionen Kronen bewilligt wurde, mit dem das Sonderdezernat Q aufgebaut werden soll. Dies soll bereits abgeschlossene Fälle erneut aufrollen. Jacobsen sieht Mørck als geeigneten Kandidaten, um das Sonderdezernat Q zu leiten. Ihm wird mit Hafez el-Assad ein Syrer als Assistent an die Seite gestellt, der zwar über keine polizeiliche Ausbildung verfügt, sich aber als überaus eifrig und erfinderisch herausstellt, was die ihm zur Erledigung übertragenen Aufgaben angeht.
Mørck und Assad machen sich daran, einen Fall, der bereits fünf Jahre zurückliegt, aufzuklären. Am 2. März 2002 verschwand die ehrgeizige und zugleich charismatische Politikerin und Parlamentarierin Merete Lynggaard der Demokratischen Partei im Alter von etwa 30 Jahren an Bord einer Ostsee-Fähre auf dem Weg nach Berlin. Mutmaßungen zufolge handelte es sich um ein Unglück, bei dem sie ertrank. Gleichwohl konnten Mord, Selbstmord oder Entführung nicht gänzlich ausgeschlossen werden. Schnell können die Ermittler Uffe, Meretes kleinen Bruder, von der Liste der Verdächtigen streichen. Seit dem Verschwinden seiner älteren Schwester ist Uffe in einer Psychiatrie untergebracht. Die Unterbringung wird aus dem Erbe seiner Eltern, dem Lynggaard-Fonds, bestritten. Seit einem Autounfall in jüngster Kindheit, den nur Merete und Uffe überlebten, während ihre Eltern verstarben, spricht Uffe nicht mehr und wirkt in seiner Entwicklung zurückgeblieben. Dennoch gelingt es Mørck bei seinen Befragungen, Uffe eine Reaktion zu entlocken, als er ihn mit dem Foto von Lars Henrik Jensen konfrontiert. Dieser hatte den Autounfall im Wagen des Unfallgegners überlebt, während sein Vater und seine Schwester starben. Seine Mutter ist seither auf einen Rollstuhl angewiesen, während sein Bruder Hans ebenfalls in der Entwicklung zurückgeblieben ist.
Nachdem die beiden Ermittler Mørck und Assad auf Lars Henrik Jensens Spur gebracht worden sind, stellt sich heraus, dass dieser einen tiefen Hass gegen Merete hegt, denn er gibt ihr die Schuld, den Unfall auf überfrorener Strecke durch ihr wildes, kindliches Spiel auf dem Rücksitz ausgelöst zu haben. Lars Henrik Jensen, der stets Lasse gerufen wird, schmiedet einen perfiden Plan, um sich an Merete zu rächen. Er beginnt sie zu überwachen und ihre Gewohnheiten zu studieren. Um Merete auf die Ostsee-Fähre zu locken, für deren Reederei er tätig ist, schlüpft er in die Rolle des Geschäftsmannes Daniel Hale. Diesen hatte er bereits zuvor bei einem arrangierten Autounfall zu Tode kommen lassen. Mit Hilfe seines Bruders Hans entführt Lasse ihr Opfer Merete Lynggaard von der Ostsee-Fähre und bringen sie zu den Werkshallen der H. J. Industries, wo ihr Vater bis zu seinem Tod Stahlbehälter für Atomkraftwerke produzierte und ihre Dichtigkeit in einer riesigen Druckkammer testete. In diese Kammer sperren sie Merete am 2. März 2002, versorgen sie mit Nahrung und Wasser über eine Schleuse und nehmen nach einiger Zeit über eine Gegensprechanlage Kontakt zu ihr auf. Über die Gründe, warum sie entführt wurde, wird sie im Unklaren gelassen. An ihrem Geburtstag, dem 6. Juli 2002, erhöht Lasse den Innendruck der Kammer auf zwei bar Überdruck. Jeweils zu ihrem Geburtstag wird der Überdruck um ein bar bis auf sechs bar Überdruck am 6. Juli 2006 erhöht. Ihr wird offenbart, dass Lasse sie zur Vergeltung des durch sie verursachten Unfalls entführt hat. Weiterhin teilt er ihr mit, dass ihre Qualen nur noch bis zum 15. Mai 2007 anhalten werden. Dann habe sie exakt genauso lange gelitten, wie er unter seinen Adoptiv-Eltern und anschließend in der Psychiatrie leiden musste. Ihr Tod werde sich einstellen, indem der Überdruck in der Kammer rapide auf ein bar reduziert werde. Dadurch werden sich die Lufteinlagerungen in ihrem Gewebe und ihren Knochen massiv ausdehnen und sie in Stücke reißen.
Merete trifft, sich mit ihrem grausamen Ende konfrontiert, entsprechende Vorkehrungen, um sich die Pulsadern zu öffnen und dadurch dem von Lasse für sie vorgesehenen, grausamen Tod zu entgehen. Als sie sich die Pulsadern punktiert, ahnt sie nicht, wie nahe die Ermittler ihren Peinigern inzwischen auf den Fersen sind. Nachdem sich Mørck und Assad mit einem angeblichen Durchsuchungsbefehl Zutritt zu den Werkshallen verschafft haben, wird ihnen Meretes Lage bewusst. Sie rufen die Marine mit einer mobilen Dekompressionskammer sowie Kollegen der Polizei zur Hilfe. Bevor die Verstärkung eintrifft, werden Mørck und Assad angeschossen, können Lasse jedoch zunächst überwältigen, bevor dieser sich bei seiner Flucht versehentlich in die Luft sprengt. Seine Mutter Ulla sowie sein Bruder Hans werden von den eintreffenden Einsatzkräften festgenommen und später zu acht Jahren Psychiatrie- sowie drei Jahren Gefängnisaufenthalt verurteilt.
Merete wird ins künstliche Koma versetzt, da durch die Thromben starke Hirnschädigungen zu erwarten sind. Als die Ärzte Merete aus dem Koma holen, sind sowohl ihr Bruder Uffe als auch Vizekriminalkommissar Mørck anwesend. Mørck wird Zeuge, wie Uffe erstmals seit dem Unfall in seiner Kindheit wieder spricht und seine Schwester an der Hand haltend mit dem Ausruf „MMmmmeerete“ begrüßt, woraufhin Merete ihm „danke, Uffe“ entgegnet.

## Figuren

### Protagonisten
Carl Mørck ist die Hauptfigur der Serie. Er ist ein Polizeibeamter und seit 25 Jahren bei der Mordkommission in Kopenhagen angestellt. Bei einem Polizeieinsatz wurde sein Freund und Kollege Anker getötet und sein Kollege Hardy Henningsen durch einen Unfall querschnittsgelähmt. Mørck selbst wurde angeschossen. Dieses Ereignis hat zu einer schweren Traumatisierung Mørcks geführt. Sein Vorgesetzter Marcus Jacobsen versetzt ihn daher in das neu geschaffene Q-Dezernat, um ihn mit ungeklärten Kriminalfällen, sogenannten Cold Cases, zu beschäftigen. Der Autor charakterisiert Mørck als einen egomanen, kontaktarmen und teilweise schroffen dänischen Ermittler, welcher jedoch auch andererseits eine weiche und verletzliche Seite besitzt.

„Nein, er war nicht mehr der Alte, der erfahrene Kriminalbeamte, der für seine Arbeit brannte. Er war auch nicht mehr der elegante groß gewachsene Jütländer, bei dessen Anblick sich Augenbrauen hoben und Lippen öffneten. Aber was bedeutete das jetzt noch?“

Adler-Olsen über seinen Protagonisten:

„Mein Ziel ist es in jedem Fall, den Charakter von Carl Mørck weiter zu entwickeln, bis man an den Punkt kommt, an dem man alles weiß und dann fängt alles wieder von vorne an. Genau dasselbe ist es mit Assad. Die beiden sind zwar sehr unterschiedlich, aber irgendwann – und ich weiß jetzt schon wo und warum – werden sich ihre Linien kreuzen.“

Hafez el-Assad ist Mørcks Assistent. Er ist ein syrischer Immigrant und stellt eine eigenwillige, sehr lebendige wie auch dynamische Figur dar. Dank seiner Energie wird die Handlung vorangetrieben, somit dient Assad häufig als Katalysator der Geschichte. Assad kam 1998 mit seiner Familie nach Dänemark und lebte bis zum Jahr 2000 im Flüchtlingslager Sandholm. Danach wurde ihm Asyl gewährt.
Vigga Mørck ist Carls Ehefrau. Die beiden leben in Trennung.
Merete Lynggaard ist eine dänische Politikerin der Demokratischen Partei und Abgeordnete im Folketing, dem dänischen Parlament. Merete ist eine ehrgeizige und attraktive Frau, Anfang 30, die 2002 unter rätselhaften Umständen auf einer Ostseefähre auf dem Höhepunkt ihrer politischen Karriere spurlos verschwand. Ihr Fall fand seinerzeit ein starkes Medienecho, geriet jedoch über die Jahre wegen fehlenden Fahndungserfolgs zunehmend in Vergessenheit.

„Die Presse liebte sie. Sie liebte Merete Lynggaards scharfzüngige Redebeiträge im Parlament und ihren Mangel an Respekt gegenüber dem Staatsminister und seinen Abnickern. Sie liebte die stellvertretende Vorsitzende der Demokratischen Partei für ihre Weiblichkeit, für ihren übermütigen Blick und die verführerischen Grübchen in den Wangen. Sie liebte sie für ihre Jugend und ihren Erfolg. Aber vor allem liebte sie Merete Lynggaard, weil sie Spekulationen Raum bot. Warum zeigte sich eine so begabte und attraktive Frau nie öffentlich mit einem Mann? Merete Lynggaard machte Auflage. Lesbisch oder nicht, sie war immer guter Stoff für die Presse. Das alles wusste Merete nur zu genau.“

Im Laufe der Handlung entsteht beim Leser die Fragestellung, wodurch eine derart beliebte Person auf einmal so viel Hass hervorrufen konnte, der zu ihrer Entführung führte. Die letzte Szene, in der sie in der Öffentlichkeit gesehen wurde, war ein Streit mit ihrem Bruder Uffe an Bord der Fähre. Ein Großteil des Romans beschäftigt sich mit der Gefangenschaft von Merete Lynggaard und den damit verbundenen Qualen in der Druckkammer. Entsprechend trägt die dänische Originalausgabe wörtlich übersetzt den Titel Die Frau im Käfig. Ihr Peiniger kündigt ihren Tod für den 15. Mai 2007 an, indem er den sukzessive auf sechs Bar erhöhten Druck innerhalb von einer Minute abrupt auf ein Bar senken wird.

„Das wird wehtun, Merete, aber es wird sicher auch schnell gehen. Der Stickstoff hat sich in deinem Fettgewebe angesammelt. Du bist zwar sehr dünn, aber du kannst davon ausgehen, dass sich überall in deinem Körper Luftblasen abgelagert haben. Wenn sich deine Knochen ausdehnen und die Knochensplitter erst anfangen, sich ins Gewebe zu sprengen, wenn der Druck unter deinen Plomben so groß wird, dass er sie in einem Mund explodieren lässt, wenn du merkst, wie die Schmerzen durch deine Schulter- und Hüftgelenke schießen, dann weißt du, dass die Zeit gekommen ist.“

Merete überlebt das jahrelange Martyrium dank ihres Überlebenswillen und ihrer Kämpfernatur.
Uffe Lynggaard ist Meretes Bruder. Der in einem Pflegeheim lebende Autist hat seit dem Verschwinden seiner Schwester nicht mehr gesprochen. Im Laufe der Geschichte führt er die Ermittler, die ihn zunächst als Täter verdächtigten, auf die richtige Spur.
Daniel Hale ist ein Geschäftsmann. Er gehörte zu der Delegation, die Merete Lynggaard kurz vor ihrer Entführung noch empfing. Hale wird auf Veranlassung von Jensen bei einem Unfall getötet, um dessen Identität annehmen zu können und das Vertrauen von Merete Lynggaard zu gewinnen.

### Antagonisten
Lars Henrik „Lasse“ Jensen ist als Schiffssteward bei der Reederei angestellt, deren Ostseefähre zwischen Rødby und Puttgarden verkehrt. Dies ist die Linie, auf der Merete entführt wurde. Jensen überlebte am 24. Dezember 1986 im Alter von 14 Jahren einen schweren Verkehrsunfall, in den die Eltern von Merete Lynggaard verwickelt waren. Dabei wurden sein Vater, der Ingenieur Henrik Jensen, und seine Schwester sowie einer der noch im brennenden Unfallfahrzeug neugeborenen Zwillinge getötet. Lasse ist der älteste Sohn des Unfallgegners. Nach dem Verlust seiner Familie kommt Lasse in eine Pflegefamilie, wo er misshandelt wird. Bei einer Auseinandersetzung versucht Lasse seinen Pflegevater zu töten und muss deswegen zurück ins Pflegeheim. Irgendwann später kehrt er zurück und beendet seine Tat, indem er seinen Pflegevater erschlägt, es aber wie einen Unfall aussehen lässt. Jensen ist charmant und gut aussehend. Es gelingt ihm, nachdem er das Vertrauen von Merete gewonnen hatte, die Frau zu entführen.

„Der Typ lächelte. Man konnte verstehen, dass Frauen auf ihn flogen. Er war ein Satan in Verkleidung.“

Sein gesamtes Denken und Handeln ist von seinem unbändigen Hass auf Merete Lynggaard geprägt.

„Deine gemeinen Augen werden dir aus dem Kopf glitschen. Dein närrisches Lächeln wird in Blut ertränkt. Deine Haare werden verwesen, und die Gedanken werden zu Staub. Die Zähne werden verfaulen. Man wird dich in Erinnerung behalten, als das, was du bist: eine Nutte, eine läufige Hündin, eine Teufelin, eine verfluchte Mörderin, Merete Lynggaard. Du musst sterben.“

Ulla Jensen ist Lasses Mutter und Mittäterin. Sie ist seit dem Autounfall auf den Rollstuhl angewiesen. Durch ihre Mittäterschaft wird sie zu acht Jahren Haft verurteilt.

„Sie saß in einem Rollstuhl etwas zurückgesetzt im Raum und rauchte eine Zigarette. Ihr Alter war schwer zu schätzen, so grau und verbraucht sah sie aus. Aber dem Alter des Sohnes nach zu urteilen, konnte sie kaum älter als Anfang sechzig sein.“

Hans Jensen ist Lasses Bruder und Mittäter. Er ist der Zwilling, welcher mit schweren Brandverletzungen den Autounfall überlebt hat. Infolge einer Sauerstoffunterversorgung während seiner Geburt ist Hans Jensen geistig behindert. Er wird zu drei Jahren Haft verurteilt.

## Kritiken
Mit Erbarmen sei Adler-Olsen „ein packender, nervenaufreibender Krimi gelungen, der von der ersten Sekunde an fesselt“. Er sei „hart und atmosphärisch dicht“. Die Story ist sowohl „grausam, schön und ergreifend“, als auch „anrührend komisch“. Sie sei „gleichzeitig spannend, aberwitzig, nachdenklich, gut gelaunt, zu Tode betrübt, übertrieben, realitätsnah und voller surrealer Possen“. „Beängstigende Psychofälle und ein kurioses Ermittlerpaar“ charakterisieren die Handlung. Zugleich sei es Adler-Olsen mit diesem Roman gelungen, „viel Gespür fürs Genre“ zu beweisen. Der Roman ähnele den Werken von Stieg Larsson, mit denen Adler-Olsen häufig verglichen werde.

## Hörbuch und Verfilmung
Die deutschsprachige Ausgabe von 2009 erreichte den zweiten Platz der Spiegel-Bestsellerliste. Am 17. Oktober 2009 erschien das Werk als Hörbuch mit einer Gesamtspieldauer von 386 Minuten auf fünf CDs beim Audio Verlag. Die Regie beim Einsprechen der Übersetzung nach Hannes Thiess führte Frank Bruder, als Sprecher sind Wolfram Koch und Ulrike Hübschmann zu hören.
Bei den Internationalen Filmfestspielen von Cannes 2012 erwarb die Firma NFP die Auswertungsrechte für Deutschland. Geplant sind insgesamt zehn Folgen, welche in einer europäischen Co-Produktion von Zentropa und dem ZDF entstehen sollen. Das Drehbuch stammt von Nikolaj Arcel, Regie soll Mikkel Norgaard führen, und für die Hauptrolle des Carl Mørck ist der Schauspieler Nikolaj Lie Kaas vorgesehen. Wunschkandidat von Adler-Olsen wäre allerdings Peter Lohmeyer gewesen.
Der deutsche Kinostart von Erbarmen war ursprünglich für den 3. Oktober 2013 angesetzt worden. Am 23. Januar 2014 ist Erbarmen in die deutschen Kinos gekommen.
Das Buch diente als Vorlage für die erste Staffel der Netflix-Serie Dept. Q, welche am 25. Mai 2025 erschienen ist. Die Rolle des Carl Mørck wurde mit Matthew Goode besetzt. In weiteren Rollen sind Chloe Pirrie (Merrit Lingard), Jamie Sives (James Hardy) und Alexej Manvelov (Akram Salim) zu sehen. Scott Frank übernahm für die Mehrheit der Folgen Regie und fungierte als (Co-)Drehbuch-Autor. Die Handlung spielt im Unterschied zum Roman nicht in Dänemark, sondern in Schottland.

## Ausgaben
- Dänische Originalausgabe: „Kvinden i buret“, Politikens Forlagshus, Kopenhagen 2008
- Deutsche Erstausgabe: „Erbarmen“, dtv premium, München 2009, ISBN 978-3-423-24751-1, DNB 994171129
- Deutsches Hörbuch: „Erbarmen“, Audio Verlag, 2009, ISBN 978-3-89813-884-0